# Fikry El Azzouzi
Fikry El Azzouzi (Temse, 4 oktober 1978) is een Marokkaans-Vlaams schrijver van romans, columns en theaterstukken.

## Carrière
In april 2010 debuteerde Fikry El Azzouzi met de roman Het Schapenfeest, uitgegeven door Van Gennep. Het boek vertelt met een flinke dosis humor het verhaal van de elfjarige Ayoub. Ayoub moet met zijn vader mee een schaap gaan slachten voor het Offerfeest, maar bedenkt de meest inventieve strategieën om hieraan te ontsnappen en gewoon leuke dingen te kunnen doen. Sinds 2012 schrijft hij een wekelijkse column voor de krant De Morgen. Na zijn debuutroman brak hij door met 'Drarrie in de nacht' dat in verschillende talen werd vertaald en een succes werd in Duitsland. Het vervolg op 'Drarrie in de nacht' verscheen onder de titel 'Alleen Zij' in 2016, waar Ayoub groot is geworden, maar onzeker gebleven. 'Alleen zij' was het slotstuk van de triologie rond het personage Ayoub. Ook 'Alleen Zij' verscheen in Duitse vertaling 'Sie Allein'. De drie boeken verschenen in 2018 gebundeld onder de titel 'Ayoub'. 
Naast columns en romans schrijft Fikry El Azzouzi ook theaterstukken en maakte hij tot 2016 deel uit van theatergezelschap SINCOLLECTIEF. In december 2012 ging van hem het stuk IJdele dagen in première in een regie van Mesut Arslan. In maart 2013 kwam het eerste stuk uit dat hij samen met het SINCOLLECTIEF  maakte: Troost, geregisseerd door Michael De Cock, met in de hoofdrollen Junior Mthombeni en Ikram Aoulad. Met Troost won hij in 2013 de auteursprijs voor podiumkunsten. In 2015 werd hem de Arkprijs van het Vrije Woord toegekend voor zijn roman Drarrie in de nacht en zijn toneelstuk Reizen Jihad. Sinds 2017 vormt hij samen met Junior Mthombeni en Cesar Janssens het collectief Jr.cE.sA.r. De theaterstukken 'Reizen Jihad' (2015), 'Alleen' (2016), 'Salam' (2018) en 'Malcolm X' (2016) werden geselecteerd voor Het Theaterfestival. 
In het schooljaar 2017-2018 ging Fikry El Azzouzi op residentie in GO! Spectrumschool Deurne. Hij zette er schrijfworkshops op met jongeren uit het beroepsonderwijs. Samen schreven ze een boek 'Mogen de wijze jongens winnen, gij weet' (uitgeverij EPO), een bundeling kortverhalen, gedichten en slam poetry die in zaal De Roma werden voorgesteld.  
Hij was op 7 september 2018 een van de tientallen artiesten uit allerlei landen die zijn handtekening zette onder een open brief in de Engelse krant The Guardian gericht aan de organisatoren van het Eurovisiesongfestival dat in 2019 in Israël gehouden moet gaan worden, de winnaar van 2018.In de brief vraagt men dringend het songfestival in een ander land te houden waar de mensenrechten beter geëerbiedigd worden: Zolang de Palestijnen geen vrijheid, gerechtigheid en gelijke rechten genieten, kan er geen sprake zijn van "business as usual" met een staat die hen hun basisrechten onthoudt.
Op 18 mei 2021 wordt bekend dat Fikry El Azzouzi de Ultima voor de Letteren 2020 wint (de vroegere Vlaamse Cultuurprijzen). De jury prijst hem als "de toekomst van de vertelkunst in Vlaanderen". Uit het juryverslag: "Met haar keuze voor Fikry El Azzouzi wil de jury van de Ultima Letterkunde in de eerste plaats een auteur bekronen die vertelkunst belichaamt in een vorm die oude tradities met frisse en toegankelijke vormen verzoent. Fikry El Azzouzi slaagde er de afgelopen jaren in om op verschillende terreinen nieuwe wegen te banen. Hij zocht met succes naar manieren om onze verhaalcultuur van binnenuit te intensifiëren en vond daarbij aansluiting bij de noden van het 21ste-eeuwse publiek."

### Roman
- Het Schapenfeest (2010)
- Drarrie in de nacht (2014)
- Alleen Zij (2016)
- Ayoub (2018) (bundeling van zijn eerste drie romans)
- De beloning (2019)
- Nosotres en la noche (Spaanse vertaling Drarrie in De Nacht)
- Wir da draußen (Duitse vertaling Drarrie in De Nacht)
- Sie Allein (Duitse vertaling Alleen Zij)

### Novelle
- De handen van Fatma (2013)
- Malcolm X (2016)

### Theater
- IJdele Dagen (2012)
- Troost (2013)
- The Rumble in the jungle (2013)
- De handen van Fatma (2014)
- Wachten op Gorro (2014)
- Reizen Jihad  (2015)
- De Hoeder (2015)
- Pax Europa (2016)
- Alleen (2016)
- Malcolm X (2016)
- Drarrie in de nacht (2018)
- Salam  (2018)
- Dear Winnie  (2019)
- Schaduwvliegjes (2021)
- Who's Tupac (2021)

### Kinderboek
Aïcha en de verloren taal (2022)